# Tretocalyx polae
Tretocalyx polae är en svampdjursart som beskrevs av Schulze 1900. Tretocalyx polae ingår i släktet Tretocalyx och familjen Tretodictyidae.
Artens utbredningsområde är havet utanför Egypten. Inga underarter finns listade i Catalogue of Life.